# Bojan Radev
Bojan Aleksandrov Radev (bulharsky Боян Александров Радев * 25. února 1942 Moshino) je bývalý bulharský zápasník, reprezentant v zápase řecko-římském, dvojnásobný olympijský šampión, mistr světa a vicemistr Evropy.
V roce 1964 na olympijských hrách v Tokiu v lehké těžké váze a o čtyři roky později na hrách v Mexiku ve stejné kategorii vybojoval zlatou medaili.
V roce 1966 vybojoval zlato a v letech 1962 a 1967 stříbro na mistrovství světa.
V roce 1968 vybojoval stříbro na mistrovství Evropy.
Řadu let pracoval pro bulharskou tajnou službu, od roku 1965 jako vedoucí zpravodajský důstojník. Po pádu komunismu se začal věnovat sběratelství. Shromáždil jednu z největších sbírek bulharského umění a archeologických artefaktů.